# Іонов Олексій Васильович (письменник)
Іонов Олексій Васильович (1911–1976) — письменник, журналіст, літературознавець, член Спілки письменників СРСР, автор понад 20 книг.

## Біографія
Іонов народився у 1911 році в селі Щербачеве Орловської облості.
Наприкінці 20-х років XX століття родина Іонових переїхала в місто Шахти. Олексій працював на шахті, а вечорами навчався на робітфаку. Писав замітки про працю гірників для місцевої газети. У середині 30-х років А. В. Іонов став заступником головного редактора Шахтинський газети «Червоний шахтар». У 1935 році в «Альманасі початківців», виданому в Ростові-на-Дону, була опублікована перша повість Олексія Іонова «Гул в лавах». Рік по тому його розповіді з'явилися в московському журналі «Червоноармієць-червонофлотець». У 1937 році А. В. Іонов був заарештований за доносом співробітниками НКВС, але в 1939 році звільнений за рішенням Ростовського обласного суду через недоведеність доказів. У 1942 році Олексій Іонов з родиною переїжджає в Сталіно (нині Донецьк). Працював кореспондентом газети «Правда». У 1947 році був виданий перший збірник Іонова «Донецькі оповідання». Заочно закінчив Московський Літературний інститут імені О. М. Горького, був прийнятий до Спілки письменників. Останні роки життя Іонов працював над романом «Зарево над Донбасом». Іменем А. В. Іонова названі вулиці в містах Шахти Ростовської області та Донецьку (Україна), встановлено меморіальні дошки.